# Humphrey Stafford, 1.º Duque de Buckingham
Humphrey Stafford, 1.º Duque de Buckingham, 6.º Conde de Stafford, 7.º Barão Stafford, (15 de agosto de 1402 – 10 de julho de 1460) do Castelo de Stafford em Staffordshire, foi um nobre inglês e comandante militar na Guerra dos Cem Anos e nas Guerras das Rosas. Por meio de sua mãe, ele tinha descendência real do Rei Eduardo III, seu bisavô, e de seu pai, ele herdou, ainda jovem, o condado de Stafford . Por seu casamento com uma filha de Ralph, Conde de Westmorland, Humphrey era parente da poderosa família Neville e de muitas das principais casas aristocráticas da época. Ele se juntou à campanha inglesa na França com o rei Henrique V em 1420 e, após a morte de Henrique V, dois anos depois, tornou-se conselheiro do novo rei, Henrique VI, de nove meses de idade. Stafford agiu como pacificador durante a política partidária e facciosa da década de 1430, quando Humphrey, Duque de Gloucester, competiu com o Cardeal Beaufort pela supremacia política. Stafford também participou da eventual prisão de Gloucester em 1447.
Stafford retornou à campanha francesa durante a década de 1430 e, por sua lealdade e anos de serviço, foi elevado de Conde de Stafford a Duque de Buckingham . Na mesma época, sua mãe morreu. Embora grande parte de sua propriedade — assim como o dote dela — estivesse anteriormente em suas mãos, Humphrey deixou de ter uma renda reduzida em seus primeiros anos para se tornar um dos proprietários de terras mais ricos e poderosos da Inglaterra. Suas terras se estendiam por grande parte do país, desde Ânglia Oriental até a fronteira com o País de Gales. Ser uma figura tão importante nas localidades não era isento de perigos e por algum tempo ele brigou violentamente com Sir Thomas Malory nas Midlands.
Depois de retornar da França, Stafford permaneceu na Inglaterra pelo resto de sua vida, servindo ao Rei Henrique. Ele atuou como guarda-costas do rei e principal negociador durante a Rebelião de Jack Cade de 1450, ajudando a reprimi-la. Quando o primo do rei, Ricardo, Duque de York, se rebelou dois anos depois, Stafford investigou os seguidores de York. Em 1453, o rei adoeceu e entrou em estado catatônico; a lei e a ordem foram ainda mais quebradas e, quando a guerra civil começou em 1455, Stafford lutou pelo rei na Primeira Batalha de St. Albans, que deu início às Guerras das Rosas. Ambos foram capturados pelos Yorkistas e Stafford passou a maior parte de seus últimos anos tentando mediar entre as facções Yorkista e Lancaster, esta última agora liderada pela esposa de Henrique, Margarida de Anjou . Em parte devido a uma rixa com um importante iorquino — Richard Neville, conde de Warwick — Stafford acabou se declarando a favor do rei Henrique e o duque de York foi derrotado em 1459, levando York ao exílio. Quando os rebeldes retornaram no ano seguinte, eles atacaram o exército real em Northampton . Agindo como guarda pessoal do rei na luta que se seguiu, Stafford foi morto e o rei foi novamente feito prisioneiro. O filho mais velho de Stafford havia morrido de peste dois anos antes e o ducado de Buckingham passou para o neto de cinco anos de Stafford, Henrique, um pupilo do rei até atingir a maioridade em 1473.

## Antecedentes e juventude
Humphrey Stafford nasceu em Stafford em 15 de agosto de 1402.  Ele era o único filho de Edmund Stafford, 5º Conde de Stafford, e Anne de Gloucester, que era filha do filho mais novo de Eduardo III, Thomas de Woodstock .  Isso deu a Humphrey descendência real e fez dele um primo em segundo grau do então rei, Henrique IV. 
Em 21 de julho de 1403, quando Humphrey tinha menos de um ano de idade, seu pai foi morto lutando por Henrique IV contra o rebelde Henry Hotspur na Batalha de Shrewsbury .  Humphrey tornou-se o 6º Conde de Stafford .  Com o condado veio uma grande propriedade com terras em mais de uma dúzia de condados. Por meio de seu casamento anterior com o irmão mais velho de Edmund, Thomas, sua mãe acumulou dois dotes,  cada um compreendendo um terço das propriedades de Stafford. Ela ocupou essas terras pelos próximos vinte anos,  e Humphrey recebeu uma renda reduzida de menos de £ 1.260 por ano até atingir a maioridade. Como sua mãe não podia, por lei, ser sua tutora,  Humphrey tornou-se pupilo real e foi colocado sob a tutela da rainha de Henrique IV, Joana de Navarra .  A sua menoridade durou os vinte anos seguintes. 

## Início de carreira
Embora Stafford tenha recebido uma herança reduzida, como disse a historiadora Carol Rawcliffe, "fortunas ainda poderiam ser feitas nas guerras francesas". Stafford assumiu a profissão de combatente.  Ele lutou com Henrique V durante a campanha de 1420 na França e foi nomeado cavaleiro em 22 de abril do ano seguinte.  Em 31 de agosto de 1422, durante uma campanha, Henrique V contraiu disenteria e morreu. Stafford esteve presente na sua morte e juntou-se à comitiva que regressou a Inglaterra com o cadáver real.   Quando Stafford foi posteriormente questionado pelo conselho real se o rei havia deixado alguma instrução final sobre a governança da Normandia, ele alegou que estava muito chateado na época para conseguir se lembrar.  Stafford ainda era menor de idade,  mas o parlamento logo lhe concedeu a libré da propriedade de seu pai, permitindo-lhe a posse total. A concessão foi baseada na alegação de Stafford de que o rei havia lhe prometido isso oralmente antes de morrer. A subvenção não o obrigou a pagar uma taxa ao Tesouro, como era normal.  
O novo rei, Henrique VI, ainda era apenas um bebê, então os lordes decidiram que os irmãos do falecido rei — John, Duque de Bedford e Humphrey, Duque de Gloucester — teriam que ser proeminentes neste governo minoritário. Bedford, foi decidido, governaria como regente na França, enquanto Gloucester seria o principal conselheiro (embora não protetor) na Inglaterra. Stafford tornou-se membro do novo conselho real na sua formação.  A primeira reunião ocorreu em novembro de 1422  e Stafford seria um participante assíduo nos três anos seguintes.  Gloucester reivindicou repetidamente o título de Protetor com base em seu relacionamento com o rei morto. Em 1424, a rivalidade entre ele e seu tio Henry Beaufort, bispo de Winchester — como chefe de fato do conselho  — havia se tornado um conflito declarado. Embora Stafford pareça ter favorecido pessoalmente os interesses de Gloucester na luta deste último pela supremacia sobre Beaufort,  Stafford tentou ser uma influência moderadora.  Por exemplo, em Outubro de 1425, o Arcebispo de Canterbury, Henry Chichele, Pedro, Duque de Coimbra e Stafford, ajudou a negociar o fim de uma explosão de violência que tinha eclodido em Londres entre os seguidores dos dois rivais.  Em 1428, quando Gloucester exigiu novamente um aumento em seu poder, Stafford foi um dos conselheiros que assinou pessoalmente uma forte declaração no sentido de que a posição de Gloucester havia sido formulada seis anos antes, não mudaria agora e que, em qualquer caso, o rei atingiria sua maioridade dentro de alguns anos.  Stafford também foi escolhido pelo conselho para informar Beaufort — agora um cardeal — que ele deveria se ausentar de Windsor até que fosse decidido se ele poderia cumprir seu dever tradicional de Prelado da Ordem da Jarreteira, agora que o Papa Martinho V o havia promovido. 